# Liza Koshy
Elizabeth Shaila Koshy (Los Ángeles, California; 31 de marzo de 1996) es una actriz, presentadora de televisión, comediante y YouTuber estadounidense. Comenzó su carrera en Vine en 2013, antes de comenzar un canal de YouTube.
Entre sus papeles como actriz se encuentra Aday Walker en la película de comedia de terror de Tyler Perry, Boo! A Madea Halloween (2016) y The Explorer en la serie de YouTube Premium Escape the Night (2017). Interpretó a Violet Adams en la serie dramática de televisión de Hulu Freakish (2016-2017). De 2017 a 2018, fue colaboradora de la serie de televisión de MTV Total Request Live. Desde 2018, Koshy ha producido y protagonizado el personaje principal en la serie de comedia de YouTube Premium Liza on Demand. De 2018 a 2019, fue anfitriona del renacimiento del programa de juegos de Nickelodeon Double Dare, por el que recibió una nominación al premio Emmy. En 2020, protagonizó la película de comedia de baile de Netflix Work It.
El canal principal de YouTube de Koshy ha acumulado más de 17 millones de suscriptores, y sus dos canales tienen un total de más de 2.5 mil millones de visitas combinadas. Ha recibido cuatro premios Streamy, cuatro premios Teen Choice y un premio Kids' Choice. Fue incluida en la lista Forbes 30 Under 30 Hollywood & Entertainment de 2019 y en la lista Time 2019 de las 25 personas más influyentes en Internet y en su lista 100 Next de 2019.

## Temprana edad y educación
Liza nació y se crio en Houston, Texas. Su padre es indio y su madre es de ascendencia alemana; sus padres son Jose Koshy, un ejecutivo petrolero, y Jean Carol (de soltera Hertzler), instructora de yoga. Tiene dos hermanas mayores. Desde el jardín de infancia hasta el quinto grado, fue colocada en un programa cultural y educativo de dos idiomas, donde aprendió a hablar español. En 2014, después de asistir a Lamar High School, Koshy se inscribió en la Universidad de Houston y comenzó a estudiar marketing empresarial. En 2015, Koshy dejó la universidad y se mudó a Los Ángeles para seguir su carrera.

## Carrera

### Redes sociales
Koshy comenzó a publicar videos cómicos en la plataforma Vine, en 2013, bajo el seudónimo "Lizzza", donde publicó videos cómicos cortos. Cuando Vine cerró en 2017, Koshy tenía 7 millones de seguidores. En 2016, Koshy también se estaba destacando en la plataforma de YouTube. En noviembre de 2016, justo antes de las elecciones de 2016, Koshy entrevistó al presidente Barack Obama en su canal de YouTube para alentar el registro de votantes. Los videos de Koshy muestran "sus expresiones faciales fuertes, su ritmo rápido y su compromiso de lucir tan ridículo como sea posible como lo exige la broma. [Algunos de sus videos] tratan problemas serios, como la ansiedad, la presión para encajar y los trolls de Internet, y hazlos accesibles y atractivos para sus espectadores". Suspendió la adición de nuevos videos a su cuenta principal de YouTube a principios de 2018 cuando se dedicó a actuar a tiempo completo y trabajar como anfitriona. Reanudó la publicación de nuevos videos en 2019.
En 2017, Koshy se convirtió en "la personalidad de YouTube más rápida en alcanzar los 10 millones de suscriptores". En 2019, su canal principal de YouTube tenía más de 17 millones de suscriptores y más de 2 mil millones de visitas. Los videos en su canal principal promedian casi 15 millones de vistas. Su segundo canal de YouTube tuvo más de 8 millones de suscriptores, y sus dos canales tuvieron un total combinado de más de 2.5 mil millones de visitas. También tenía más de 17 millones de seguidores en Instagram, A partir de 2020, tiene más de 22 millones de seguidores en TikTok, más de 3 millones en Facebook y más de 2,9 millones en Twitter. Time nombró a Koshy en su lista de 2019 de las 25 personas más influyentes en Internet y en su lista de 100 Next de 2019.

### Interino
En 2016, Koshy protagonizó la serie de terror original de Hulu Freakish como Violet Adams. Ella repitió el papel en la segunda temporada del programa en 2017. También en 2016, interpretó el papel de Aday Walker en la película de comedia de terror, ¡Boo! A Madea Halloween, y actuó como ella misma en la serie de YouTube Premium, Jingle Ballin'. Koshy interpretó a la princesa Aubrey en la película de comedia FML de 2016. En 2017, interpretó a un personaje recurrente, The Explorer, en la serie de realidad misteriosa de YouTube Premium Escape the Night.
Koshy protagoniza y coproduce una serie de comedia de situación de YouTube Premium, Liza on Demand, que se estrenó en junio de 2018, "siguiendo las caóticas desventuras del personaje epónimo" mientras trabaja para convertirse en una "tasker de élite" haciendo trabajos ocasionales. de pago. Un crítico de Los Angeles Times escribió: "El primer episodio... no es malo. Sin embargo, también es ordinario y un poco rígido... Pero el segundo... es mejor... y muestra Koshy con buenos resultados, algunos incluida una comedia física efectiva. De todos modos, me hizo reír". La temporada 2 se estrenó en septiembre de 2019. Alexis Gunderson de Paste escribió en 2019: "Liza on Demand, una comedia verdaderamente excelente". En noviembre de 2018, Koshy prestó su voz al personaje Owl en Crow: The Legend, un cortometraje animado de realidad virtual escrito y dirigido por Eric Darnell. protagonizada por John Legend. La película se estrenó en el canal de YouTube Liza Koshy Too y Oculus VR el 15 de noviembre de 2018. Regresó a Escape the Night en 2019. Coprotagoniza la película de comedia musical de Netflix Work It, que se estrenó en agosto de 2020. Una revisión en The New York Times declaró: "Tanto Koshy como [Jordan] Fisher son bailarines profesionales consumados, y la película no escatima en mostrar sus dones".

### Otras empresas
Koshy fue el anfitrión del pre-show en vivo en los Golden Globes Awards 2016, que recibió 2.7 millones de espectadores en vivo en Twitter, un récord para el medio. También presentó la serie Every Single Step de Nigel Lythgoe y fue "la única animadora social elegida para promover los MTV Movie Awards 2016". Fue una de las presentadoras de Total Request Live en MTV de 2017 a 2018 y se desempeñó como productor y desarrollador de contenido para MTV. Koshy fue la primera "estrella digital" entrevistada para la serie web "73 Preguntas" de la revista Vogue. Koshy realizó entrevistas a las celebridades que asistieron a las Met Galas de 2018 y 2019 en nombre de Vogue. Presentó el renacimiento del programa de juegos de Nickelodeon Double Dare desde junio de 2018 hasta diciembre de 2019. En 2020, Koshy presenta el programa de competencia de baile Quibi Floored.
Sus anuncios en línea de Beats Electronics atraen cuatro veces más espectadores que los de otras celebridades. Koshy colabora con The Giving Keys, una empresa de joyería que emplea y apoya a la población antes sin hogar, en una colección de collares. Es copresidenta de "When We All Vote", un grupo no partidista y sin fines de lucro dedicado a aumentar la participación de los votantes. También anuncia Beyond Meat.

## Vida personal
Koshy salió con su colega personalidad de YouTube David Dobrik desde finales de 2015 hasta comienzos de 2018, y reveló su ruptura en junio de 2018.

## Filmografía

### Películas
| Año  | Título                 | Papel           | Ref.          |
| ---- | ---------------------- | --------------- | ------------- |
| 2016 | FML                    | Princesa Aubrey | [ 31 ]        |
| 2016 | Boo! A Madea Halloween | Aday            |               |
| 2016 | Jingle Ballin'         | Liza            | [ 30 ] [ 55 ] |
| 2017 | Crow: The Legend       | Búho            |               |
| 2020 | Work It                | Jasmine Hale    | [ 42 ]        |
| 2023 | Good Burger 2          | Wilma           |               |
| 2024 | Los juegos del amor    | Ashley          |               |
| 2021 | Un asunto familiar     | Eugenia         | [ 56 ]        |

### Televisión
| Año           | Título                           | Papel          | Notas                                                     |
| ------------- | -------------------------------- | -------------- | --------------------------------------------------------- |
| 2016          | Making a Scene with James Franco | Ella misma     | Temporada 3                                               |
| 2016-2017     | Freakish                         | Violet Adams   | Rol principal                                             |
| 2017          | Escape the Night                 | La exploradora | 6 episodios                                               |
| 2017          | Total Request Live               | Ella misma     | Coanfitriona                                              |
| 2017          | Ellen's Show Me More Show        | Ella misma     | Invitada (1 episodio)                                     |
| 2018-presente | Liza on Demand                   | Liza Hertzier  | Rol principal; también cocreadora y productora ejectutiva |
| 2018-2019     | Double Dare                      | Anfitriona     | Productora ejecutiva                                      |
| 2019          | To Tell the Truth                | Ella misma     | Concursante (1 episodio)                                  |
| 2020          | All That                         | Ella misma     | Temporada 11, invitada                                    |
| 2020          | Nickelodeon's Unfiltered         | Ella misma     | Episodio: "Corgi Rock Party!"                             |

### Videos musicales
| Año  | Título         | Papel        | Notas  |
| ---- | -------------- | ------------ | ------ |
| 2019 | "Woke Up Late" | Drax Project | [ 59 ] |

## Recepción
Teen Vogue incluyó a Koshy en su lista de 2016 de "Las 7 comediantes femeninas que necesitas conocer". The Hollywood Reporter incluyó a Koshy en su lista de 2017 de "15 estrellas emergentes en ascenso". El Washington Post citó a Koshy como una de las "mujeres divertidas ... en la cima de su juego hoy [que] las niñas pueden estudiar" como modelos para la comedia y el empoderamiento. Es miembro de la lista Forbes 30 Under 30 Hollywood & Entertainment de 2019.
John Jurgensen de The Wall Street Journal describió el atractivo de Koshy de la siguiente manera: "Su comedia está llena de autodesprecio, payasadas y juegos de palabras, más tonta que sarcástica ... Una de las razones por las que sus bocetos funcionan para los anunciantes es el factor de repetición, [apretar] en docenas de juegos de palabras y dobles sentidos, en parte para animar a los espectadores que se distraen fácilmente a volver a mirar... Koshy ha demostrado ser un territorio seguro para las empresas de entretenimiento establecidas y los anunciantes que han huido de los contenidos en línea más atrevidos". Alexis Gunderson de Paste comparó a Koshy con Lucille Ball y la llama una "criatura prodigio de la comedia física" y "una pequeña bola magnética".

### Premios y nominaciones
Koshy ha ganado cuatro Streamy Awards y Teen Choice Awards, y un Kids' Choice Award.
| Año  | Ceremonia               | Categoría                                                      | Resultado | Ref.          |
| ---- | ----------------------- | -------------------------------------------------------------- | --------- | ------------- |
| 2016 | Premios Streamy         | Breakout Creator                                               | Ganador   | [ 63 ]        |
| 2017 | Premios People's Choice | Favorite Social Media Star                                     | Nominado  | [ 64 ]        |
| 2017 | Teen Choice Awards      | Choice Female Web Star                                         | Ganador   | [ 65 ]        |
| 2017 | Teen Choice Awards      | Choice Comedy Web Star                                         | Nominado  | [ 65 ]        |
| 2017 | Teen Choice Awards      | Choice YouTuber                                                | Nominado  | [ 65 ]        |
| 2017 | Premios Shorty          | YouTuber of the Year                                           | Nominado  | [ 66 ]        |
| 2017 | Premios Streamy         | Creator of the Year                                            | Nominado  | [ 67 ]        |
| 2017 | Premios Streamy         | Comedy                                                         | Ganador   | [ 68 ]        |
| 2017 | Premios Streamy         | Editing                                                        | Nominado  | [ 67 ]        |
| 2018 | Kids' Choice Awards     | Favorite Funny YouTube Creator                                 | Ganador   | [ 69 ]        |
| 2018 | Premios Shorty          | Creator of the Decade                                          | Nominado  | [ 70 ]        |
| 2018 | Teen Choice Awards      | Choice Female Web Star                                         | Ganador   | [ 71 ]        |
| 2018 | Teen Choice Awards      | Choice Comedy Web Star                                         | Ganador   | [ 71 ]        |
| 2018 | Teen Choice Awards      | Choice YouTuber                                                | Ganador   | [ 71 ]        |
| 2018 | Premios Streamy         | Creator of the Year                                            | Nominado  | [ 72 ] [ 73 ] |
| 2018 | Premios Streamy         | Comedy Series: Liza on Demand                                  | Ganador   | [ 72 ] [ 73 ] |
| 2018 | Premios Streamy         | Acting in a Comedy: Liza on Demand                             | Ganador   | [ 72 ] [ 73 ] |
| 2019 | Kids' Choice Awards     | Favorite TV Host (con Marc Summers de Double Dare)             | Nominado  | [ 74 ]        |
| 2019 | Premios People's Choice | Social Star                                                    | Nominado  | [ 75 ]        |
| 2020 | Daytime Emmy Awards     | Outstanding Game Show: Double Dare (como productora ejecutiva) | Nominado  |               |